# Xã Monroe, Quận Towner, Bắc Dakota
Xã Monroe (tiếng Anh: Monroe Township) là một xã thuộc quận Towner, tiểu bang Bắc Dakota, Hoa Kỳ. Năm 2010, dân số của xã này là 29 người.